# Висенти-Дутра
Висенти-Дутра (порт. Vicente Dutra)  —  муниципалитет в Бразилии, входит в штат Риу-Гранди-ду-Сул. Составная часть мезорегиона Северо-запад штата Риу-Гранди-ду-Сул. Входит в экономико-статистический  микрорегион Фредерику-Вестфален. Население составляет 5761 человек на 2006 год. Занимает площадь 195,043 км². Плотность населения — 29,5 чел./км².
Праздник города — 14 мая.

## История
Город основан 17 сентября 1965 года. 

## Статистика
- Валовой внутренний продукт на 2003 составляет 46.983.007,00 реалов (данные: Бразильский институт географии и статистики).
- Валовой внутренний продукт на душу населения на 2003 составляет 7.922,94 реалов (данные: Бразильский институт географии и статистики).
- Индекс развития человеческого потенциала на 2000 составляет 0,724 (данные: Программа развития ООН).